# Prokanisamys
Prokanisamys é um gênero extinto de roedores da família Spalacidae.

## Espécies
- Prokanisamys arifi de Bruijn, Hussain e Leinders, 1981
- Prokanisamys benjavuni (Mein e Ginsburg 1985)
- Prokanisamys kowalskii (Lindsay, 1996)
- Prokanisamys major Wessels e de Bruijn, 2001